# Figlie della carità di San Vincenzo de' Paoli
(Regole Comuni, cap. I, par. I)

L'emblema della compagnia

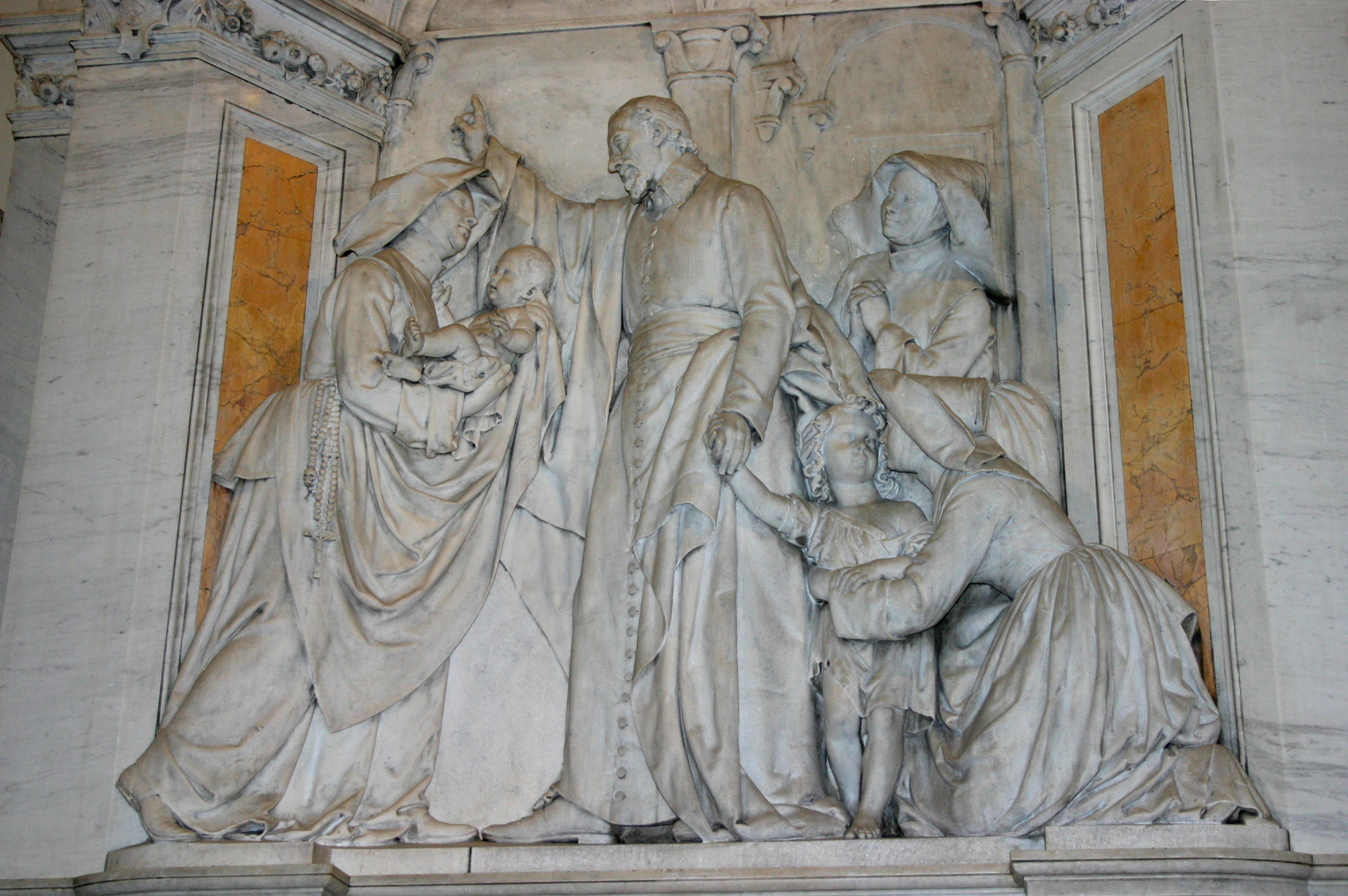
Vincenzo de' Paoli e Luisa di Marillac

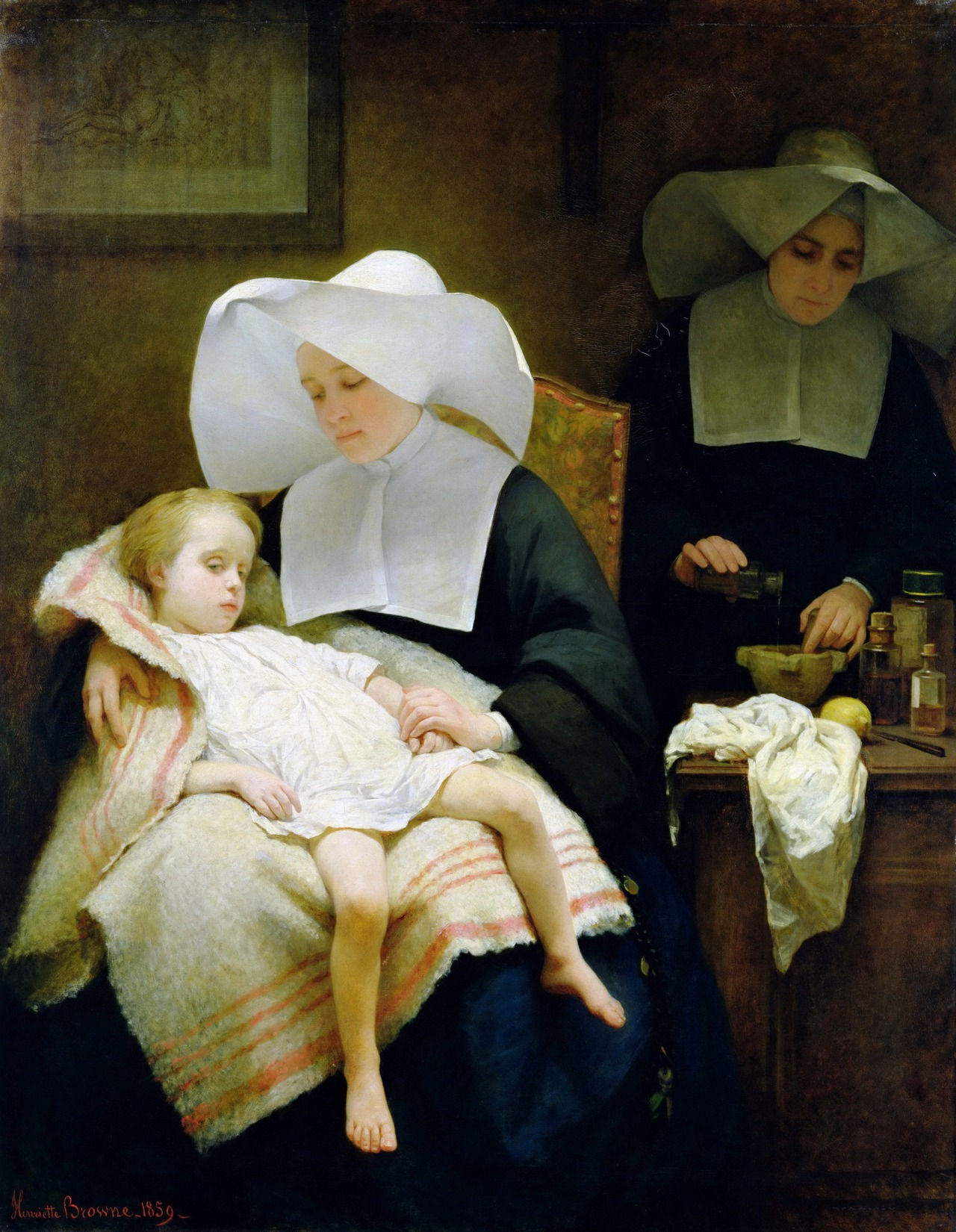
Le Figlie della Carità, dipinto di Henriette Browne, 1859

Le Figlie della carità di San Vincenzo de' Paoli sono una società femminile di vita apostolica di diritto pontificio. Le appartenenti alla compagnia pospongono al loro nome la sigla F.d.C.

## Storia
La compagnia deriva dalle confraternite di dame della Carità istituite a partire dal 1617 da Vincenzo de' Paoli (1581-1660) per il servizio a domicilio dei poveri e degli ammalati.
Queste fraternità si diffusero rapidamente nelle aree rurali della Francia e a Parigi, dove nel 1630 le dame vennero affidate alla direzione di Luisa di Marillac (1591-1660), vedova di Antoine Le Gras. Vincenzo maturò la convinzione che, per proseguire e migliorare l'opera, occorresse un impegno pieno da parte delle dame, così il 29 novembre 1633 le prime quattro ragazze si riunirono attorno a Luisa di Marillac per condurre vita fraterna in comunità nella sua casa presso la chiesa di Saint-Nicolas-du-Chardonnet a Parigi. Fu la prima compagnia di donne in abito secolare e di vita comune dedite a opere di assistenza domiciliare istituita nella Chiesa cattolica.
Il 25 marzo 1642, festa dell'Annunciazione, Luisa e le sue compagne emisero privatamente i tre voti di povertà, obbedienza e castità più un quarto, specifico della compagnia, di servire i poveri.
La compagnia, detta in origine delle Serve dei poveri della Carità, venne approvata come confraternita il 20 novembre 1646 da Giovanni Francesco di Gondi, arcivescovo di Parigi, che ne affidò la direzione a Vincenzo de' Paoli; venne nuovamente approvata il 18 gennaio 1655 dal cardinale di Retz, che la pose in perpetuo sotto la guida del superiore generale della Congregazione della Missione, e l'8 luglio 1668 ricevette il riconoscimento pontificio tramite il cardinale Luigi di Borbone-Vendôme, legato a latere di papa Clemente IX.
Le prime regole della compagnia vennero redatte da Luisa di Marillac e riviste tra il 1645 e il 1655 da Vincenzo de' Paoli, che le spiegò alle sodali mediante le conferenze settimanali di formazione che tenne fino al 1659; René d'Alméras, successore di Vincenzo de' Paoli alla guida dei lazzaristi, raccolse e codificò le regole elaborate dal suo predecessore, che vennero promulgate da Edmond Jolly, terzo superiore generale dei lazzaristi.
La compagnia si diffuse in Francia e in Polonia: dissolta nel 1792, venne ricostituita sotto Napoleone nel 1800 e nel XIX secolo iniziò a espandersi nei vari paesi europei (prima in Spagna, poi in Svizzera e in Italia) ed extraeuropei (Turchia, Egitto, Siria, Cina).
La Congregazione per i Religiosi aggiornò e approvò le costituzioni delle Figlie della Carità nel 1954 e nuovamente nel 1980.
Vincenzo de' Paoli, beatificato nel 1729, è stato canonizzato da papa Clemente XII il 16 giugno 1737; Luisa de Marillac è stata proclamata santa l'11 marzo 1934 da papa Pio XI; tra le Figlie della Carità elevate all'onore degli altari si ricordano anche Catherine Labouré, Giuseppina Nicoli e Rosalie Rendu.

## Attività e diffusione
Oltre al servizio domiciliare ai poveri e ai malati, le Figlie della Carità si dedicano alla cura degli orfani, all'assistenza agli infermi negli ospedali e agli anziani nelle case di riposo, alla cura dei disabili, anche mentali, al servizio nelle scuole e alla gestione di rifugi per donne e bambini in difficoltà.
In origine le Figlie della Carità indossavano abiti secolari, ma presto si affermò l'uso del costume delle ragazze del popolo dell'Île-de-France, in stoffa grossolana di saia grigia (donde il nome sœurs grises, con cui vengono indicate in Francia), e con colletto e cuffia (toquois) bianchi; la cuffia venne poi sostituita dal caratteristico copricapo a larghe tese, la "cornetta", già in uso tra le contadine di Parigi, della Piccardia e del Poitou, le cui "ali" nel corso del XVIII secolo divennero sempre più larghe e inamidate. Dopo il Concilio Vaticano II, papa Paolo VI invitò personalmente la superiora generale della Figlie della Carità a semplificare l'abito, che il 20 settembre 1964 divenne blu scuro e senza cornetta.
Le Figlie della Carità rappresentano la più numerosa società femminile della Chiesa e sono presenti in 91 paesi. La casa generalizia è presso il convento di rue du Bac a Parigi.
Alla fine del 2008, la congregazione contava 19.436 sorelle in 2.275 case.